# Kamionmárkák listája

## Jelenlegi kamionmárkák
| Márka logója  | Márkanév      | Székhely                    | Alapítás éve |
| Németország   | Németország   | Németország                 | Németország  |
| ------------- | ------------- | --------------------------- | ------------ |
|               | MAN           | München, Németország        | 1758         |
|               | Mercedes-Benz | Stuttgart, Németország      | 1879         |
| Svédország    |               |                             |              |
|               | Scania        | Malmö, Svédország           | 1900         |
|               | Volvo         | Göteborg, Svédország        | 1902         |
| Franciaország |               |                             |              |
|               | Renault       | Saint Priest, Franciaország | 2001         |
| Hollandia     |               |                             |              |
|               | DAF           | Eindhoven, Hollandia        | 1993         |
| Olaszország   |               |                             |              |
|               | Iveco         | Torino, Olaszország         | 1975         |